# Convento de Varnhem
El Convento de Varnhem fue un convento en la localidad sueca de Varnhem, en la provincia de Västergötland. Fue fundado alrededor de 1150 por monjes cistercienses procedentes del convento de Alvastra. En su iglesia se hallan sepultados varios personajes de la historia de Suecia.

## Descripción
El convento fue favorecido con donaciones por la dinastía de Erik. En 1234 se incendió y fue reducido a ruinas. Por iniciativa de Birger Jarl y otros nobles que decidieron financiarlo, se procedió a su reconstrucción.
Con la llegada de la reforma protestante a Suecia, la propiedad del convento fue confiscada en 1527. El edificio fue incendiado por las tropas danesas en 1566 durante la Guerra Nórdica de los Siete Años. El templo fue restaurado en el siglo XVII por órdenes de Magnus Gabriel De la Gardie, quien creó un mausoleo familiar allí. La iglesia volvió a ser restaurada con especial cuidado entre 1911 y 1923 y entre 1921 y 1929 se realizaron excavaciones en las ruinas del convento, que se retomaron en los años setenta.
Actualmente sólo permanece la iglesia, mientras que el resto del convento se halla en ruinas.  El sitio es un atractivo turístico.

## Tumbas en Varnhem
Enterrados en el convento de Varnhem se hallan:
- Canuto I Eriksson, rey de Suecia de 1167 a 1196.
- Erik X Knutsson, rey de 1208 a 1216.
- Erik el Cojo, rey desde 1222 hasta 1250.
- Birger Jarl, fundador de Estocolmo, su esposa Matilde de Holstein y su hijo Erik Birgersson.
- Magnus Gabriel De la Gardie, hombre de estado del siglo XVII.